# Berberis pallida
Berberis pallida är en berberisväxtart som beskrevs av Karl Theodor Hartweg och George Bentham. Berberis pallida ingår i släktet berberisar, och familjen berberisväxter. Inga underarter finns listade i Catalogue of Life.